# Patrice d'Arcy (physicien)
Pour les articles homonymes, voir D'Arcy et Patrick d'Arcy.
Patrick Darcy (1725 - 1779), dit le chevalier d'Arcy ou le comte d'Arcy, est un mathématicien et militaire français d'origine irlandaise.

## Biographie

### Enfance
Patrick Darcy est né le 27 septembre 1725 à Kiltullagh House, dans le village de Kiltullagh, non loin d'Athenry, dans le comté de Galway en Irlande. Il est le troisième fils de John Darcy, et son épouse Jane Lynch. Issu d'une famille de confession catholique, les Darcy sont d'ardents jacobites et subissent la répression sous les lois pénales.
Afin d'échapper à l'oppression, ses parents l'ont fait clandestinement quitter l'Irlande sur un navire marchand de son oncle à destination de Bordeaux. C'est en arrivant en France qu'il change son nom pour devenir Patrice d'Arcy. Il reste auprès de son oncle, Jacques d'Arcy et de son épouse, Jeanne Martin à Bordeaux puis il déménage à Paris où il est confié aux soins d'un autre de ses oncles, Martin d'Arcy, un jacobite qui avait suivi le prince de Galles en exil.
En 1739, alors qu'il n'est âgé que de quatorze ans, l'éducation de Patrice d'Arcy est confiée à l'éminent mathématicien parisien Jean-Baptiste Clairaut. Il étudie aux côtés du fils de ce dernier, Alexis, tous deux deviendront brillants mathématiciens. C'est dans cet environnement que Patrice d'Arcy va développer son extraordinaire capacité dans les mathématiques, la mécanique et la physique.
En 1742, âgé de dix-sept ans, il présente deux mémoires sur la dynamique à l'Académie royale des sciences. Pour commémorer cet exploit remarquable, son portrait est peint par l'artiste français de renom Hubert Drouais.
Le 7 décembre 1746, il obtint un certificat de catholicité et de noblesse d’ancienne extraction signé par le duc de Fitz-James, et un autre le 2 janvier 1747 signé par le prince Charles-Edouard Stuart. En février 1756, il reçoit des lettres de naturalisation qui lui furent accordées par Louis XV. 
À la suite de ses nombreux faits d'armes, le roi lui a accordé le titre de comte d'Arcy. Il a d'abord été connu sous le titre de chevalier d'Arcy. Il semble avoir pris celui de comte quand il a été admis aux honneurs de la cour, en 1769, mais Condorcet date ce changement au moment de son mariage avec une de ses nièces, en 1777.

### Apports en dynamique
Patrice d'Arcy s'est illustré dans le domaine de la dynamique. Il est reconnu pour sa découverte du principe du moment angulaire, qu'il nomma « principe des aires », un concept important en physique et en ingénierie, avec de nombreuses applications. En 1749, il collabore avec Jean-Baptiste Le Roy dans les tentatives de développer un électromètre flottant. 
Il est nommé adjoint mécanicien de l'Académie royale des sciences le 12 février 1749,  devient associé géomètre le 30 décembre 1757, puis pensionnaire surnuméraire le 1er juillet 1770, et enfin pensionnaire géomètre le 20 février 1771. 
Il s'est lancé dans une série de débats avec Maupertuis sur le principe de moindre action, publié en 1749 et 1752. Dans ses mémoires de 1751, 1760 et 1766 sur la théorie de l'artillerie, il axe sa réflexion sur la physique et la chimie des mélanges de poudre à canon, les dimensions de canon et le placement de la charge. En mesurant le recul et la puissance d'un canon, il invente le principe du moment angulaire, qui a été adopté par la régie des poudres.
Il a continué à faire des recherches pour améliorer les performances de l'artillerie, et en 1777, il a proposé à Jean-Baptiste de Gribeauval un nouveau type de fusil pour les fantassins qui permettait de tirer six coups par minute au lieu de trois. Ce dernier refusa sous le prétexte qu'il était « d'aucune utilité pour le service des troupes ». Exaspéré par ce refus, D'Arcy a écrit une lettre à Gribeauval dans laquelle il refusait d'être confondu « avec des charlatans à secrets, qui courant de cour en cour, vantent sans cesse leurs productions ». Ce fusil a été finalement adopté.

### Apports en optique
En 1765, sa vue s'affaiblissant, il commence à étudier l'optique, notamment dans un essai La perception visuelle. Il effectue des expériences ingénieuses sur la persistance visuelle et mesurer sa durée avec précision. Le phénomène était connu, mais d'Arcy a imaginé un moyen de déterminer sa durée en se fondant sur un commentaire d'Opticks de Newton. Il a construit une croix en bois, monté sur un essieu, en attachant un charbon ardent sur un bras de la croix, il a alors été en mesure de déterminer la vitesse angulaire en se fondant sur la braise apparue. Au-delà d'une vitesse angulaire de sept tours par seconde, un cercle continu de lumière peut être observé.
Ce phénomène précédemment non mesuré et non enregistré a été très apprécié par l'Académie royale des sciences, car il permettait d'agir dans d'autres domaines, il a notamment conduit à l'invention du cinéma. Il devient directeur de l'Académie royale des sciences en 1775.

### Carrière militaire
Bien que d'abord et avant tout un scientifique, il a également fait carrière dans l'armée française. Il s'est enrôlé en tant que capitaine au régiment de Condé, et participe aux campagnes de Flandre et d’Allemagne. Il combat à Fontenoy en 1745 et a été aide de camp du maréchal de Saxe. Il participe à la tentative de reconquête du trône par le prétendant jacobite Charles Stuart, mais est capturé et emprisonné dans la tour de Londres. Après l'échec de 1745, le comte d'Hérouville et Nicolas-Robert d'Arcy, l'oncle de Patrice, espionnent les côtes irlandaises en prévision d'une invasion jacobite de la Grande-Bretagne et de l'Irlande, mais le projet est abandonné.
Lors du déclenchement de la guerre de Sept Ans en 1756, Patrice d'Arcy est colonel[réf. nécessaire] du régiment de Fitz-James cavalerie et combat à la bataille de Rosbach en 1757, où il est promu au grade de brigadier. La paix de 1763 le rend à ses études scientifiques. En 1770, il est nommé maréchal de camp.
Patrice d'Arcy fut Chevalier (Versailles, 5 février 1762), puis Commandeur, de l'Ordre de Saint-Lazare et de Notre-Dame du Mont-Carmel.

Il succombe au choléra le 18 octobre 1779 à l'âge de cinquante-quatre ans, dans sa maison du faubourg du Roule. Il est remplacé à l'Académie royale des sciences par son ami Nicolas de Condorcet, qui a écrit son éloge funèbre. Il est inhumé à Saint-Philippe-du-Roule. Sur une plaque en laiton de son cercueil, on peut lire : 

« Ici gît messire Patrice, comte d'Arcy, Académie des sciences, commandant de l'ordre de Saint-Lazare et de Notre-Dame du Mont-Carmel, chevalier de l'ordre royal et militaire de Saint-Louis et général dans les armées du roi, âgé de 54 ans, décédé en octobre 1779. Requiescat in Pace. »

## Parutions scientifiques
- Problème de dynamique (1747 et 1750)
- Réflexion sur la théorie de la lune (1749)
- Mémoire sur l'électricité, container la description d'un électromètre (1749)
- Sur le principe de la moindre action de M. de Maupertuis (1749 et 1752)
- De la courbe d'égale pression (1750)
- Observations sur la théorie et la pratique de l'artillerie (1751)
- Observations et expériences sur l'artillerie (1752) (lire en ligne)
- Réflexions sur les machines hydrauliques (1754)
- Manière de décrire les ovales de Descartes (1758)
- Sur les degrés de l'ellipticité des spheroides par rapport à l'intensité de l'attraction (1758)
- Mémoire sur la précession des équinoxes (1759)
- Sur la durée de la sensation de la vue (1765)
- Essai d'une théorie de l'artillerie (1766) (lire en ligne)
- Recueil de pièces sur un nouveau fusil (1767)

### Mémoire de l'Académie royale des sciences
- Patrice d'Arcy, « Principe général de dynamique », Mémoires de l'Académie des sciences de Paris,‎ 1747, p. 348 - 356.
- Patrice d'Arcy, « Sur la durée de la sensation de la vue », Mémoires de l'Académie des sciences de Paris,‎ 1765, p. 439 - 451.

## Pour approfondir